# Mount Burges
Mount Burges is een plaats in de regio Goldfields-Esperance in West-Australië.

## Beschrijving
Mount Burges maakt deel uit van het lokale bestuursgebied (LGA) Shire of Coolgardie, waarvan Coolgardie de hoofdplaats is. Het district is de grootste producent van mineralen in de regio Goldfields-Esperance. Er zijn meer dan twintig mijn- en verwerkingsbedrijven actief.
Er is een basisschooltje in Mount Burges, 'CAPS Kurrawang'. Tijdens de volkstelling van 2021 telde Mount Burges 116 inwoners.

## Ligging
Mount Burges ligt 569 kilometer ten oostnoordoosten van de West-Australische hoofdstad Perth, 40 kilometer ten zuidwesten van het aan de Goldfields Highway gelegen Kalgoorlie en 13 kilometer ten noordwesten van het aan de Great Eastern Highway gelegen Coolgardie.

## Klimaat
De streek kent een warm steppeklimaat, BSh volgens de klimaatclassificatie van Köppen.